# Lijst van rijksmonumenten in Nieuw-Vossemeer
De plaats Nieuw-Vossemeer telt 10 inschrijvingen in het rijksmonumentenregister. Hieronder een overzicht.
| Object | Oorspronkelijke functie?  | Bouwjaar    | Architect | Locatie         | Coördinaten?                  | Nr.?   | Afbeelding                                                                  |
| --- | ------------------------- | ----------- | --------- | --------------- | ----------------------------- | ------ | --------------------------------------------------------------------------- |
| Pand uit de 18e eeuw, omstreeks 1850 vergroot en ingericht tot R.K.Pastorie                                   | Woonhuis                  | 18e eeuw    |           | Achterstraat 9  | 51° 35' 13" NB, 4° 13' 2" OL  | 30608  | Pand uit de 18e eeuw, omstreeks 1850 vergroot en ingericht tot R.K.Pastorie |
| Boerderij, bestaande uit een afzonderlijk woonhuis onder zadeldak tussen topgevels, en een vrijstaande schuur | Boerderij                 |             |           | Pelsendijk 12   | 51° 34' 51" NB, 4° 14' 29" OL | 30609  | Upload foto                                                                 |
| De Heensche Molen                                                                                             | Industrie- en poldermolen | 1714        |           | Rijksweg 51     | 51° 36' 11" NB, 4° 14' 42" OL | 30610  | Meer afbeeldingen                                                           |
| Assumburg | Industrie- en poldermolen | 1780 / 1897 |           | Veerweg 1       | 51° 34' 46" NB, 4° 12' 45" OL | 30611  | Meer afbeeldingen                                                           |
| Nederlands Hervormde Kerk                                                                                     | Kerk en kerkonderdeel     | 1649        |           | Voorstraat 48   | 51° 35' 13" NB, 4° 13' 6" OL  | 30612  | Meer afbeeldingen                                                           |
| Tweelaags herenhuis met links een eenlaagse uitbouw                                                           | Woonhuis                  | ca. 1910    |           | Tolsedijk 10    | 51° 36' 9" NB, 4° 12' 44" OL  | 519471 | Upload foto                                                                 |
| Complex Tolsedijk: veeschuur                                                                                  | Boerderij                 | 1890-1900   |           | Tolsedijk 10    | 51° 36' 9" NB, 4° 12' 44" OL  | 519472 | Upload foto                                                                 |
| Johannes de Doperkerk                                                                                         | Kerk en kerkonderdeel     | 1873        |           | Achterstraat 13 | 51° 35' 14" NB, 4° 12' 59" OL | 519481 | Meer afbeeldingen                                                           |
| Complex Tolsedijk: varkensstal                                                                                | Boerderij                 | 1890        |           | Tolsedijk 10    | 51° 36' 9" NB, 4° 12' 44" OL  | 525765 | Upload foto                                                                 |
| Complex Heense Molen: motormaalderij                                                                          | Industrie- en poldermolen | 1904        |           | Rijksweg 45     | 51° 36' 11" NB, 4° 14' 39" OL | 531235 | Upload foto                                                                 |